# Łukasz Płoszajski
Łukasz Płoszajski (ur. 27 kwietnia 1978 w Łodzi) – polski aktor i mentalista.

## Życiorys
W 2002 wystąpił w spektaklu Teatru Telewizji pt. Sesja kastingowa Krzysztofa Zanussiego, gdzie wcielił się w postać Mnicha. Na deskach teatru debiutował 28 marca 2003 rolą Złotego w spektaklu Podróż do wnętrza pokoju w Teatrze Powszechnym im. Jana Kochanowskiego w Radomu, a w tym samym roku, po ukończeniu studiów na Wydziale Aktorskim w PWSFTviT w Łodzi, w roli Billa wystąpił w przedstawieniu Wieczór kawalerski w reżyserii Krzysztofa Galosa. Od 2006 przez kolejne 11 lat występował w roli Toma Kerwooda w spektaklu Raya Cooneya Rodzina Kerwoodów w reżyserii Wojciecha Ziemiańskiego we Wrocławskim Teatrze Komedia. W 2014 na deskach Teatru Komedia odbyła się premiera spektaklu Z twoją córką? Nigdy! w reżyserii Wojciecha Dąbrowskiego, gdzie wcielił się w postać złodzieja Czeńka.
Po raz pierwszy trafił na szklany ekran w programie Michała Fajbusiewicza Magazyn Kryminalny 997. Pojawił się w Fali zbrodni, Kryminalnych i Biurze kryminalnym. Od 2004 wciela się w rolę Artura Kulczyckiego w telenoweli telewizji Polsat Pierwsza miłość.
W 2007 współprowadził konkurs Miss Polski Nastolatek oraz uczestniczył w pierwszej edycji programu Jak oni śpiewają, w którym zajął siódme miejsce. Był reporterem stacji Radio Eska Łódź. W latach 2008–2009 prowadził program dla Eska TV. W 2008 wystąpił w teledysku do piosenki Kasi Novej „Did You Ever Know”.
Uczył wychowanków zakładu poprawczego w Sadowicach i przygotował z nimi spektakl nawiązujący do książki My, dzieci z dworca Zoo. Premiera odbyła się w zakładzie poprawczym, a następnie była wystawiana we Wrocławiu na scenie teatru Ad Spectatores. W latach 2015–2019 był merytorycznym opiekunem klasy humanistycznej w strzegomskim Liceum Ogólnokształcącym im. Stefana Żeromskiego.
W październiku 2016 premierę miał jego autorski program na platformie YouTube Haker Umysłu, w którym prezentuje zdolności czytania i kierowania zachowaniem ludzi.
16 września 2018 we wrocławskim Teatrze Komedia odbyła się premiera sztuki Damski Biznes, w której wcielił się w rolę Rogera Hodge’a. W tym samym roku wystąpił w premierze Weekend z R w reżyserii Wojciecha Błacha, wcielając się w postać Roberta. 23 lutego 2019 miała miejsce premiera sztuki Berek, czyli upiór w moherze 2 w reżyserii Ewy Kasprzyk, w którym zagrał postać policjanta Marka. 11 września 2021 w warszawskim Teatrze Palladium odbyła się premiera one man show Haker Umysłu, którego został autorem i współproducentem wraz z Teatrem Gudejko. Jesienią 2022 uczestniczył w 13. edycji programu Dancing with the Stars. Taniec z gwiazdami; w parze z Wiktorią Omyłą odpadł w pierwszym odcinku.
W październiku 2022 roku do sprzedaży trafiła autorska linia kosmetyków Łukasza pod nazwą Mr Look, które wyprodukował wspólnie z firmą Oilmedica
13 listopada 2024 roku ukazała się książka napisana przez Płoszajskiego pt. Potęga umysłu. Sekrety hakera umysłu wydana przez Wydawnictwo Luna.  

## Życie prywatne
22 maja 2008 poślubił Emilię Oleksiak. Mają syna, Mikołaja Dominika (ur. 10 stycznia 2011).

## Filmografia
- 1999: Osiedle – koleś
- 2002: Sesja kastingow – uczestnik kastingu
- 2004: Łódź płynie dalej – ochroniarz w klubie
- 2004: Kryminalni – Wisior (odc. 6)
- 2004: Fala zbrodni – Profesor (odc. 22)
- 2004: Do potomnego – Andrzej Trzebiński
- od 2004: Pierwsza miłość – Artur Kulczycki
- 2005: Świat według Kiepskich –
  - lustro (głos, odc. 212)
  - konferansjer (odc. 217)
- 2005: Pensjonat pod Różą – Witek (odc. 36-37)
- 2005: Biuro kryminalne – Adam Borak (odc. 12)
- 2007: Sex FM – napaleniec (odc. 9_2)
- 2008: Świat według Kiepskich - chłopak (odc. 301)
- 2009: Tancerze – producent (odc. 7)
- 2009: Świat według Kiepskich - posłaniec (odc. 322)
- 2010: Licencja na wychowanie – taksówkarz (odc. 17)
- 2010: Świat według Kiepskich - 
  - mąż (odc. 335)
  - aktor w telenoweli (odc. 338)
- 2012: Przepis na życie – Jędrzej Łebski (odc. 34)
- 2012: Świat według Kiepskich - policjant (odc. 384)
- 2012: Hotel 52 – Maciej Smalik (odc. 71)
- 2012: Ćpun, albo ciekawiej: Jak człowiek może zmienić się na lepsze – reżyser
- 2013: Śliwowica – Artur Kulczycki
- 2013: 2XL – Andrzej (odc. 2-8)
- 2015: Ranczo – ksiądz Władysław (odc. 105)
- 2015: Ojciec Mateusz – Krzysztof Kopytko (odc. 180)
- 2015: Policjantki i policjanci – Łukasz Płoszajski / Janusz Biskupski
- 2016: Na dobre i na złe – Maciek (odc. 656)
- 2017: Świat według Kiepskich - biznesmen (odc. 514)
- 2019: Świat według Kiepskich - asystent Kozłowskiego (odc. 551)
- 2020–2021: Na Wspólnej – Mirosław Bradnik (odc. 3146, 3152, 3164-3165, 3178-3179, 3185-3186)
- 2021-2022: Święty (serial telewizyjny) – profesor Stasiński
- 2022: Domek na szczęście - designer Herman Witkowski (odc. 6)

## Role teatralne
- Podróż do wnętrza pokoju (Michał Walczak); rola: Złoty, reżyseria: Adam Sroka, Teatr Powszechny w Radomiu
- Wieczór kawalerski (Robin Hawdon); rola: Bill, reżyseria: Krzysztof Galos, Teatr Powszechny w Radomiu
- Rodzina Kerwoodów (Ray Cooney/Michael Cooney); rola: Tom, reżyseria: Wojciech Ziemiański, Teatr Komedia we Wrocławiu
- Z twoją córką? Nigdy! (Antonin Procházka); rola: Czeniek, reżyseria: Wojciech Dąbrowski, Teatr Komedia we Wrocławiu
- Damski Biznes Marcii Kash/Doug Hughes); rola: Rodge Hodge, reżyseria: Wojciech Dąbrowski, Teatr Komedia we Wrocławiu
- Berek, czyli upiór w moherze 2 (Marcin Szczygielski); rola: Marek, reżyseria: Ewa Kasprzyk, Teatr Gudejko
- Weekend z R (Robin Hawdon); rola: Robert, reżyseria: Wojciech Błach, Agencja Artystyczna Diabeł
- Mayday Bigamistka (Ray Cooney); rola: Barry Smith, reżyseria: Wojciech Dąbrowski, Teatr Komedia we Wrocławiu
- Szalone nożyczki, czyli kto zabił Paul Portner; rola: Dominik Kowalewski, reżyseria: Rafał Szumski, Agencja Artystyczna PrisMedia
- Prywatna klinika (John Chapman/Dave Freeman, rola: Gordon, reżyseria: Grzegorz Reszka, Teatr Pozytywny
- Znaczek miłości (Jakub Przebindowski), rola: Śledczy Józef Dereń, reżyseria: Jakub Przebindowski, AB Production